# Witte vloot
Met de witte vloot worden de ongewapende schepen van de Koninklijke marine bedoeld.
Dergelijke schepen zijn in dienst bij, bijvoorbeeld, de Hydrografische Dienst. De term verwijst naar de kleur van de schepen. 